# Бактаев, Ералы Шопаевич
Ералы Шопаевич Бактаев (15 мая 1926, аул Ульгули, Кокчетавский уезд, Акмолинская губерния, Казакская АССР, РСФСР, СССР — 17 октября 1983, аул Ульгули, Зерендинский район, Кокчетавская область, Казахская ССР, СССР) — бригадир совхоза имени XX съезда КПСС Зерендинского района Кокчетавской области, Казахская ССР. Герой Социалистического Труда (1972).

## Биография
Родился в 1926 году в ауле Ульгули. В раннем детстве осиротел.
Окончил семилетнюю школу, после чего с 1940 года стал работать разнорабочим в местном колхозе. В 1941 году окончил курсы механизаторов. Позднее был назначен бригадиром трактористов бригады № 6 совхоза имени XX партсъезда КПСС.
Бригада, руководимая Ералы Бактаевым, обрабатывала участок площадью пять тысяч гектаров. В 1972 году бригада собрала на этом участке урожай пшеницы в среднем по 20 центнеров с каждого гектара. В этом же году был удостоен в 1973 году звания Героя Социалистического Труда «за большие успехи, достигнутые в увеличении производства и продажи государству зерна, сахарной свеклы, хлопка, других продуктов земледелия, и проявленную трудовую доблесть на уборке урожая».
Скончался 17 октября 1983 года. Похоронен на Ульгилийском аульном кладбище.

## Награды
- Герой Социалистического Труда — указом Президиума Верховного Совета СССР от 13 декабря 1972 года
- Орден Ленина
- Орден Октябрьской Революции
- Медаль «За трудовую доблесть»